# Marzeno
Il Marzeno è un torrente che appartiene all'Appennino faentino ed è il principale affluente del fiume Lamone. 
Geografia fisica
Il Marzeno nasce nei pressi di Modigliana, in provincia di Forlì, dall'unione di tre torrenti (Acerreta, Tramazzo e Ibola), che da qui unendosi prendono il nuovo nome di Marzeno.

Scorre nella pianura con un andamento tortuoso, fino a quando, nei pressi di Faenza, si getta da destra nel fiume Lamone.
Geografia politica
Il Marzeno scorre tra le province di Forlì (nel tratto montuoso) e di Ravenna (nel tratto basso). 
Affluenti
Gli affluenti del Marzeno sono:
- Torrente Tramazzo (da destra), che nasce dal monte Collina (974 m),
- Torrente Accereta,
- Torrente Ibola.

## Marzeno (frazione)

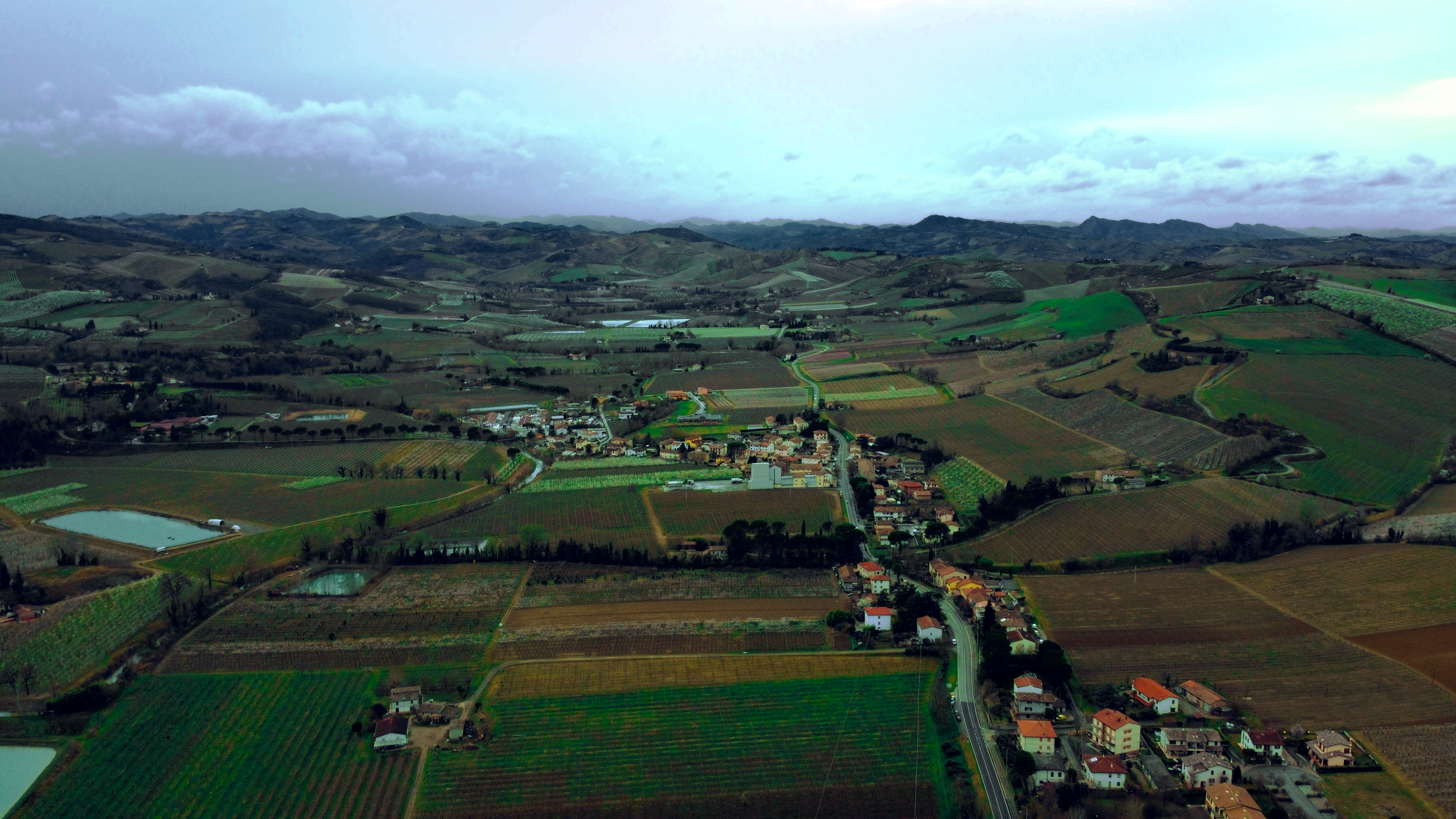
Vista aerea dell'abitato di Marzeno

Il nome Marzeno è condiviso anche da una frazione situata tra i comuni di Brisighella e Faenza, nella provincia di Ravenna con una popolazione complessiva di circa 800 abitanti. Questa località è caratterizzata dal suo contesto rurale e dalla sua vocazione agricola.